# Wladimir Wladimirowitsch Ansimow
Wladimir Wladimirowitsch Ansimow (russisch Владимир Владимирович Ансимов; * 4. Juni 1920 im Dorf Walujewka, Oblast Rostow; † 25. September 1989) war ein sowjetischer Geologe und Geophysiker.

## Leben
Ansimow studierte am Bergbau-Institut Swerdlowsk mit Abschluss 1943. Darauf arbeitete er im Mittelwolga-Trust und in der Geophysikalischen Expedition (GFE) Samara. Ab 1946 leitete er die Gravimetrie-Gruppe des Unterwolga-Geophysik-Trusts. 1951 wurde er Gasthörer der Akademie der Erdölindustrie in Moskau.
1953 wurde Ansimow Geophysiker der GFE Tjumen, 1954 Vizechefingenieur des Trusts SapSibgeofisik, 1958 Chefphysiker der Tjumen-Territorial-Geologie-Verwaltung, 1962 Abteilungsleiter des Oblast-Tjumen-Komitees der KPdSU und 1967 Chef der Verwaltung für Geophysik-Arbeiten des Ministeriums für Geologie der RSFSR.
Ansimow gehörte zu den Erstentdeckern und Entwicklern der Westsibirischen Erdöl-Provinz. Unter seiner Leitung wurden Methoden der Seismischen Tomographie angewendet. Alle geologischen und physikalischen Daten wurden magnetisch aufgezeichnet und in regionalen Zentren ausgewertet. Er trug wesentlich zur Erschließung der Erdöl- und Erdgas-Vorkommen Westsibiriens bei. In Tjumen entstand das Erdöl- und Erdgas-Unternehmen Glawtjumenneftegas, das von Wiktor Iwanowitsch Murawlenko geleitet wurde und mit dem Ansimow zusammenarbeitete.

## Ehrungen, Preise
- Orden des Roten Banners der Arbeit (1963)
- Leninpreis im Bereich Technik (1964 zusammen mit Michail Kalinnikowitsch Korowin (postum), Sofja Gdaljewna Belkina, Alexander Grigorjewitsch Bystrizki, Lew Iwanowitsch Rownin, Boris Wlassowitsch Saweljew, Lew Grigorjewitsch Zibulin, Raul-Juri Georgijewitsch Ervier, Albert Grigorjewitsch Judin, Wladimir Panteleimonowitsch Kasarinow, Nikolai Nikititsch Rostowzew, Wassili Dmitrijewitsch Naliwkin und Tatjana Iwanowna Ossyko für die perspektivische Erforschung der Erdöl-Vorkommen des Westsibirischen Tieflands und Entdeckung des ersten westsibirischen Erdgas-Vorkommens im Berjosowo-Rajon)
- Ehrenzeichen der Sowjetunion (1971)
- Verdienter Geologe der RSFSR (1984)